# Хардинг, Дуглас
Дуглас Эдисон Хардинг (англ. Douglas Edison Harding; 12 февраля 1909, Лоустофт графства Суффолк — 11 января 2007, Нактон возле Ипсуича) — английский мистик, философ, писатель и духовный учитель.

## Биография
Вырос и воспитывался в среде строгой католической секты «Exclusive Plymouth Brethren» («Привилегированная Братия Плимута»). Отказавшись от узкого фундаментализма сектантов, когда ему был 21 год, поставил под сомнение социальную концепцию того, кто мы есть на самом деле.
В начале 1930-х, проживая в Лондоне и изучая архитектуру, а после переехав с семьей в Индию, Хардинг задавался вопросами о смысле жизни и собственного «я». Что значит быть человеком? Каково наше место во Вселенной? Он чувствовал, что просто быть живым — уже чудо, и не восхищаться фактом собственного существования — значит наполовину спать.
После 10 лет исследований он предложил концепцию "Источника". Подробно этот опыт описан в его книге «On Having No Head — Zen and the Redisovery of the Obvious» («Жизнь без головы»). Также назывался последователями как "просветленный учитель недвойственности".

## Избранная библиография
- The Hierarchy of Heaven and Earth. ISBN 978-3-7655-2195-9
- Look for Yourself: The Science and Art of Self-Realization. ISBN 978-1-878019-01-1
- On Having No Head: Zen and the Rediscovery of the Obvious. ISBN 978-1-878019-19-6
- Head Off Stress. ISBN 978-0-14-019202-5
- Religions of the World. ISBN 978-0-435-46531-5
- To be or Not to be, That is the Answer: Unique Experiments for Tapping Our Infinite Resources. ISBN 9788178221069
- The Trial of the Man who said he was God. ASIN B0012ZPZSO
- The Little Book of Life and Death. ISBN 978-0-9534255-7-0
- Open to the Source: Selected Teachings of Douglas E. Harding. ISBN 978-1-878019-23-3
- Face to No-Face: Rediscovering Our Original Nature. ISBN 978-1-878019-15-8

На русском выходили: «Быть и не быть. Вот в чём ответ», «Жизнь без головы. Дзен или переоткрытие Очевидного», «Маленькая книга жизни и смерти», «Откройся источнику», «Религии мира».
В своих книгах рассматривает вопросы межлюдских отношений, творчества, любви, стресс, улаживание проблем и смерть. Описывает великие религии мира: индуизм, буддизм, конфуцианство, даосизм, дзэн, иудаизм, христианство и ислам. Это не только путешествие в другие культуры и мировоззрения, но также возможность заглянуть вовнутрь себя.